# Готлиб, Уильям
Уильям Пауль Готтлиб (англ. William Paul Gottlieb; 28 января 1917 года — 23 апреля 2006 года) — американский журналист и фотограф, который наиболее известен своими классическими фотографиями ведущих исполнителей «Золотого Века» американского джаза 30-х и 40-х годов XX века. Фотографии Готтлиба являются одними из самых известных и широко воспроизводимых изображений этой эпохи джаза.
В течение всей своей карьеры, Готтлиб заснял фотопортреты сотен выдающихся джазовых музыкантов и личностей, как правило, в то время как они играют или поют в известных Нью-Йоркских джаз-клубах. Хорошо известные музыканты, сфотографированные Готтлибом: Луи Армстронг, Дюк Эллингтон, Чарли Паркер, Билли Холидей, Диззи Гиллеспи, Эрл Хайнс, Джо Стаффорд, Телониус Монк, Стэн Кентон, Рэй МакКинли, Бенни Гудмен, Коулмен Хокинс, Луи Джордан, Элла Фицджеральд, Бенни Картер, Клод Торнхилл, Эдди Хейвуд,а так же многие другие видные личности эпохи джаза.